# Chihuahua, Socoltenango
Chihuahua är en ort i Mexiko.   Den ligger i kommunen Socoltenango och delstaten Chiapas, i den sydöstra delen av landet, 800 km sydost om huvudstaden Mexico City. Chihuahua ligger 613 meter över havet och antalet invånare är 451.
Terrängen runt Chihuahua är kuperad österut, men västerut är den platt. Runt Chihuahua är det ganska glesbefolkat, med 35 invånare per kvadratkilometer. Närmaste större samhälle är Socoltenango, 6,2 km öster om Chihuahua. Omgivningarna runt Chihuahua är en mosaik av jordbruksmark och naturlig växtlighet.